# Deryl Dodd
Pour les articles homonymes, voir Dodd.
Deryl Dwaine Dodd (né le 12 avril 1964) est un chanteur de musique country américain.

## Biographie
Deryl Dodd grandit à Dallas, au Texas, où il joua au football américain dès son plus jeune âge. 
Après une carrière écourtée, Dodd se lance dans la musique en parcourant les clubs des villes du Texas. En 1991, il déménagea à Nashville, dans le Tennessee, où il monta un groupe avec Brett Beavers, aujourd'hui devenu auteur compositeur. Dodd trouva ensuite du travail en tant que choriste pour Martina McBride, Radney Foster, et George Ducas, mais aussi en jouant dans le groupe de Tracy Lawrence et en coécrivant une chanson sur l'album All I Want de Tim McGraw,.
Dodd signa chez Columbia Records en 1996 comme artiste solo. Son premier album, One Ride in Vegas, fut réalisé cette année et permis à la chanson "That's How I Got to Memphis" de se classer au Top 40 hit aux États-Unis. One Ride in Vegas sera suivi, en 1998, par un album homonyme ; cette même année, Dodd sera nommé dans la catégorie Meilleure révélation masculine par l'Academy of Country Music. Son second album produira son plus grand succès ; "A Bitter End", qui se classera à la 26e place des charts country.
En 1999, on diagnostiquera chez Dodd une encéphalite virale, le forçant à mettre un terme à sa carrière,. Il demeura cloué au lit pendant six mois, puis passa dix-huit mois de réadaptation (dont le ré-apprentissage de la guitare).
Son troisième et dernier album pour Columbia ; Pearl Snaps, fut réalisé en 2002. Plus tard il enregistra Live at Billy Bob's Texas avant de signer chez Dualtone Records en 2004, chez qui il enregistrera Stronger Proof (2004) et Full Circle (2006),. En 2009, Dodd réalisa une reprise de Buck Owens ; "Together Again".

## Discographie

### Albums Studios
| Année | Albums                                                                       | Chart Positions | Chart Positions |
| Année | Albums                                                                       | US Country      | CAN Country     |
| ----- | ---------------------------------------------------------------------------- | --------------- | --------------- |
| 1996  | One Ride in Vegas - Released date: October 8, 1996 - Label: Columbia Records | 61              | 14              |
| 1998  | Deryl Dodd - Released date: November 24, 1998 - Label: Columbia Records      | 63              | —               |
| 2002  | Pearl Snaps - Released date: January 29, 2002 - Label: Lucky Dog Records     | —               | —               |
| 2004  | Stronger Proof - Released date: October 5, 2004 - Label: Dualtone Records    | —               | —               |
| 2006  | Full Circle - Released date: August 8, 2006 - Label: Dualtone Records        | —               | —               |
| 2009  | Together Again - Released date: August 25, 2009 - Label: Smith Entertainment | —               | —               |

### Singles
| Année | Single                               | Chart Positions | Chart Positions | Chart Positions | Album                     |
| Année | Single                               | US Country      | US              | CAN Country     | Album                     |
| ----- | ------------------------------------ | --------------- | --------------- | --------------- | ------------------------- |
| 1996  | "Friends Don't Drive Friends…"       | 68              | —               | 87              | One Ride in Vegas         |
| 1996  | "That's How I Got to Memphis"        | 36              | —               | 38              | One Ride in Vegas         |
| 1997  | "Movin' Out to the Country"          | 61              | —               | 91              | One Ride in Vegas         |
| 1998  | "Time on My Hands"                   | 62              | —               | —               | Single uniquement         |
| 1998  | "A Bitter End"                       | 26              | 88              | 44              | Deryl Dodd                |
| 1999  | "Good Idea Tomorrow"                 | 65              | —               | 89              | Deryl Dodd                |
| 1999  | "John Roland Wood"                   | 64              | —               | 75              | Deryl Dodd                |
| 1999  | "Sundown"                            | 59              | —               | 78              | Pearl Snaps               |
| 1999  | "On Earth as It Is in Texas"         | 71              | —               | —               | Pearl Snaps               |
| 2002  | "Honky Tonk Champagne"               | —               | —               | —               | Pearl Snaps               |
| 2003  | "Things Are Fixin' to Get Real Good" | —               | —               | —               | Live at Billy Bob's Texas |
| 2004  | "New Tony Lamas"                     | —               | —               | —               | Live at Billy Bob's Texas |
| 2004  | "Let Me Be"                          | 59              | —               | —               | Stronger Proof            |
| 2005  | "Love or Something Like It"          | —               | —               | —               | Stronger Proof            |
| 2006  | "I'm Not Home Right Now"             | —               | —               | —               | Full Circle               |
| 2007  | "Wearin' a Hole"                     | —               | —               | —               | Full Circle               |
| 2009  | "Together Again"                     | —               | —               | —               | Together Again            |